# فرودگاه نیروی هوایی سلطنتی استرالیا در پایگاه ریچموند
فرودگاه نیروی هوایی سلطنتی استرالیا در پایگاه ریچموند (به انگلیسی: RAAF Base Richmond) یک فرودگاه نظامی با کد یاتا XRH ست. این فرودگاه در کشور استرالیا قرار دارد و در ارتفاع ۲۲ متری از سطح دریا واقع شده است.